# Indexación web
El término indexación (también, indexación web o indexación en Internet) se refiere a diversos métodos para incluir, en el índice de internet, el contenido de un sitio web. Determinados sitios web o intranet pueden utilizar un índice de back-of-the-book, mientras que los motores de búsqueda suelen utilizar palabras clave y metadatos (metaetiquetas) para proporcionar un vocabulario más útil para Internet o la búsqueda en el sitio. Con el aumento en el número de publicaciones periódicas que tienen artículos en línea, la indexación web también está adquiriendo importancia para los sitios web de periódicos o revistas con contenido actualizado.
La información de indexación web implica la asignación de palabras clave o frases a páginas web o sitios web dentro de un campo de meta-etiquetas, por lo que los sitios web pueden ser recuperados con un motor de búsqueda que se personaliza para buscar el campo de palabras clave. 
Para mejorar la indexación de un sitio web específico existen varios métodos conocidos en el entorno de SEO (Search Engine Optimization), utilizando diferentes técnicas para que la posición del sitio web aumente de acuerdo a las palabras que el usuario ingresa para hacer una búsqueda.

## Cómo indexar un sitio web en Google
Se puede afirmar que un sitio web esta indexado cuando aparece dentro de los resultados de búsqueda de Google.
Si no es así, se debe recurrir al método más práctico y fácil utilizando la herramienta para webmaster Google Search Console.
Se puede enviar la URL del sitio utilizando la opción de Inspección de URL y luego proceder a solicitar la indexación. Este método es manual y solo se puede enviar una cantidad limitada de URL. Se recomienda para sitios pequeños que no poseen mayor número de URL que lo componen.
Para sitios grandes con numerosas URL, lo recomendable es que envíe su sitemap desde el mismo Google Search Console.  De esta forma se entregan todas las URL directamente a Google, facilitando el trabajo para que solo se concentre el procesar y clasificar las URL para finalmente indexarlas.

## Indexación

### En economía
Indexación (Indexation) es un sistema utilizado para compensar las pérdidas de valor de las obligaciones a largo plazo (empréstitos, deudas, obligaciones, salarios, etcétera) producidos por las desvalorizaciones monetarias o la inflación. Consiste en fijar un índice (IPC, el valor de un bien o servicio, etcétera) que sirva como referencia para determinar el rendimiento o evolución de dicho elemento (por ejemplo, si el IPC de un año aumenta un tanto por ciento determinado, los salarios nominales del año anterior aumentarán en el mismo porcentaje.[cita requerida]